# Campeonato Mundial de Ciclismo BMX de 2015
El XX Campeonato Mundial de Ciclismo BMX se celebró en Zolder (Bélgica) entre el 21 y el 25 de julio de 2015 bajo la organización de la Unión Ciclista Internacional (UCI) y la Federación Belga de Ciclismo.
Las competiciones se realizaron en la pista de BMX del Circuito de Zolder, ubicado al sudeste de la ciudad belga.

## Resultados

### Masculino
| Evento               | Oro                                  | Plata                                    | Bronce                              |
| -------------------- | ------------------------------------ | ---------------------------------------- | ----------------------------------- |
| Carrera (25.07)      | Niek Kimmann · Países Bajos · 33,386 | Jelle van Gorkom · Países Bajos · 33,753 | David Graf · Suiza · 33,817         |
| Contrarreloj (24.07) | Joris Daudet Francia 30,953          | Niek Kimmann · Países Bajos · 31,029     | Connor Fields Estados Unidos 31,288 |

### Femenino
| Evento               | Oro                                    | Plata                              | Bronce                              |
| -------------------- | -------------------------------------- | ---------------------------------- | ----------------------------------- |
| Carrera (25.07)      | Stefany Hernández · Venezuela · 37,530 | Caroline Buchanan Australia 38,745 | Simone Christensen Dinamarca 39,068 |
| Contrarreloj (24.07) | Mariana Pajón · Colombia · 35,518      | Alise Post Estados Unidos 35,926   | Sarah Walker Nueva Zelanda 36,365   |

## Medallero
| Núm. | País           | Oro | Plata | Bronce | Total |
| ---- | -------------- | --- | ----- | ------ | ----- |
| 1    | Países Bajos   | 1   | 2     | 0      | 3     |
| 2    | Colombia       | 1   | 0     | 0      | 1     |
| 2    | Francia        | 1   | 0     | 0      | 1     |
| 2    | Venezuela      | 1   | 0     | 0      | 1     |
| 5    | Estados Unidos | 0   | 1     | 1      | 2     |
| 6    | Australia      | 0   | 1     | 0      | 1     |
| 7    | Dinamarca      | 0   | 0     | 1      | 1     |
| 7    | Nueva Zelanda  | 0   | 0     | 1      | 1     |
| 7    | Suiza          | 0   | 0     | 1      | 1     |
|      | TOTAL          | 4   | 4     | 4      | 12    |